# Somerton, Suffolk
Somerton är en by (village) och en civil parish i Babergh i Storbritannien. Den ligger i grevskapet Suffolk och riksdelen England, i den sydöstra delen av landet, 90 km nordost om huvudstaden London. Antalet invånare är 212. Den har en kyrka.